# Pillbox-Hut

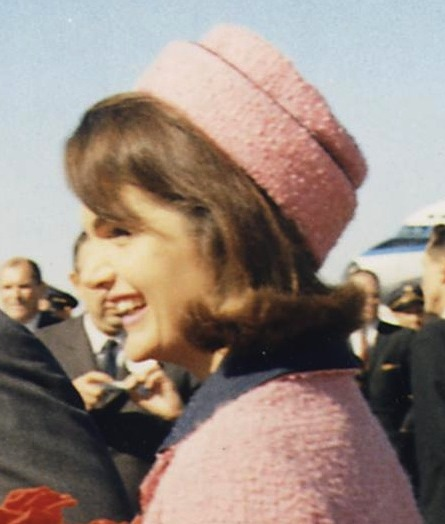
Jacqueline Kennedy mit einem Pillbox-Hut am 22. November 1963

Der Pillbox-Hut ist ein steifer, ovaler bis runder Hut ohne Krempe, der oben abgeflacht ist. 
Als Variante der grundlegenden Hutform hat der Pillbox-Hut eine lange Historie und ist in vielen Weltregionen die Kopfbedeckung bei traditionellen Trachten. In der zweiten Hälfte des 19. Jahrhunderts wurde er außerdem Bestandteil der Uniform einiger Militäreinheiten. Er entwickelte sich in den 1930er Jahren zunehmend zum modischen Damenhut und war insbesondere in den 1960er Jahren verbreitet. Als Damenhut ist er gewöhnlich einfarbig, aus Wollstoffen, Samt, Seide oder Fell gearbeitet und meistens ohne jeglichen weiteren Zierrat oder mit nicht mehr als einer einzelnen Hutnadel, einem einzelnen Edelstein oder einer Perle geschmückt. 
Der englische Begriff Pillbox für diese Hutform leitet sich von den runden oder ovalen Pillendosen ab, wie sie im 19. Jahrhundert in Nordamerika gebräuchlich waren.

## Entwicklung

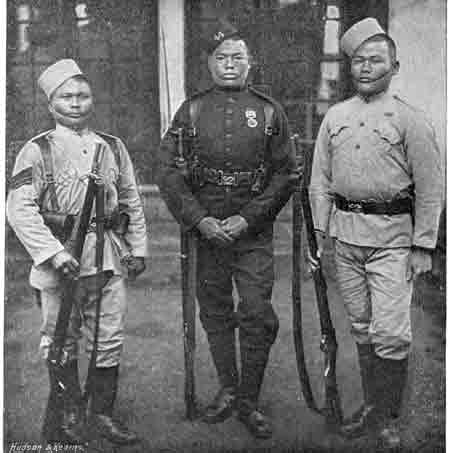
Angehörige eines nepalesischen Gurkha-Regiments, 1896

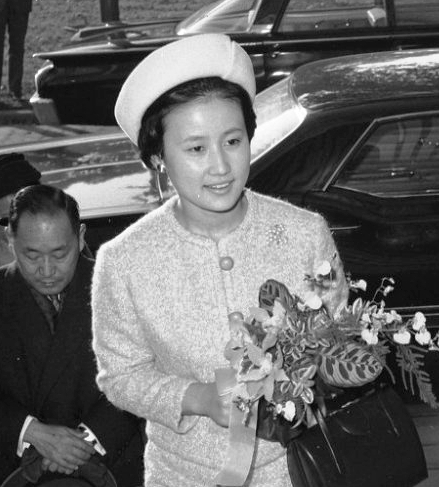
Prinzessin Hanako Hitachi mit Pillbox-Hut. 1965

Ein Vorläufer des Pillbox-Hutes ist das Birett, ein steifer, krempenloser Hut, der anders als der Pillbox-Hut aber nicht rund, sondern eckig war. Seit dem 13. Jahrhundert trugen ihn christliche Geistliche als Zeichen ihres Amtes. Während der Renaissance waren davon abgewandelte Formen auch in der Damenmode üblich. Diese steifen flachen Kappen waren gewöhnlich aus Seide oder Samt gefertigt, mit Goldfäden bestickt und mit Perlen verziert. Häufig wurden sie in Verbindung mit einem Schleier getragen. Hüte dieser Form wurden und werden weltweit bei verschiedenen Ethnien außerdem als Kopfbedeckung von Männern und/oder Frauen als Teil traditioneller Trachten getragen. Volksgruppen, auf die dies zutrifft, finden sich unter anderem in Griechenland, der Türkei, Albanien, Montenegro, Russland, Iran, Pakistan, Nepal, Usbekistan, Tadschikistan sowie bei den Miao, einer Ethnie in Südchina.
Diese Hutform wurde im 19. Jahrhundert in verschiedenen Weltteilen als Teil von militärischen Uniformen aufgegriffen. Gewöhnlich war der im Militär getragene Pillbox-Hut mit einem Kinnriemen versehen. Getragen wurde er häufig schräg seitlich auf dem Kopf sitzend und weit in die Stirn hinein geschoben. Ausgehend vom Militär wurde er auch für zivile Arbeitsuniformen in der Dienstleistungsbranche übernommen – insbesondere die Hotelpagen gehobener und luxuriöser Hotels waren mit diesen Hüten ausgestattet, die typischerweise immer noch einen Kinnriemen hatten. Sehr bekannt machte diese Uniform auch eine Werbung des Tabakkonzerns Philip Morris, die von 1930 bis 1960 mit der Figur eines so gekleideten Hotelpagen für ihre Zigaretten warb.
Der Zeitpunkt, zu dem diese Hutform auch in der Damenmode aufgegriffen wurde, lässt sich nicht genau definieren. Gilbert Adrian (* 1903; † 1959), der unter dem Namen  Adrian einer der bekanntesten und einflussreichsten Kostümbildner in Hollywood war, entwarf für Greta Garbo aber einen solchen krempenlosen Hut, den sie neben anderen Hüten in dem 1934 uraufgeführten Film Der bunte Schleier trug. Der Hut saß gerade auf dem Kopf, war aber immer noch weit in die Stirn gezogen. 
In der Damenmode wurde der Pillbox-Hut in den 1950er Jahren zunehmend üblich – er passte besonders zu Frauen, die einen schlicht-eleganten Stil bevorzugten. Der modische Aufstieg erfolgte parallel zu der wachsenden Popularität des Chanel-Kostüms, das ab Mitte der 1950er Jahre insbesondere in Nordamerika schnell zahlreiche Trägerinnen fand. Zu einem Klassiker der Modegeschichte entwickelte er sich jedoch erst zu Anfang der 1960er Jahre. Der Pillbox-Hut wurde in dieser Zeit weltweit bekannt als Modeaccessoire der Journalistin Jacqueline Kennedy, die als Ehefrau von John F. Kennedy von Januar 1961 bis November 1963 die US-amerikanische First Lady war. Kennedy, die großes Medieninteresse erregte und als eine der bestangezogenen Frauen der Welt galt, besaß zahlreiche verschiedenfarbige Hüte dieser Form. Sie trug sie meist in einer vergleichsweise kleinen, weit aus dem Gesicht geschobenen Variante. Er wurde auf den toupierten Haaren mit Nadeln und Gummibändern befestigt. Designer ihrer Hüte war meistens der US-amerikanische Modeschöpfer Halston.
Pillbox-Hüte werden unverändert als Hut einer zivilen Arbeitsuniform getragen. Er gehört bei mehreren Airlines zur Berufsuniform von Flugbegleiterinnen. Bei formellen Anlässen wird er gleichfalls häufig getragen. Carla Bruni trug 2008 einen Pillbox-Hut bei einem ihrer ersten öffentlichen Auftritte als Ehefrau des französischen Staatspräsidenten Nicolas Sarkozy. Catherine, Duchess of Cambridge trug einen roten Pillbox-Hut unter anderem während eines offiziellen Besuches in Australien.

## Kulturelle Bezüge

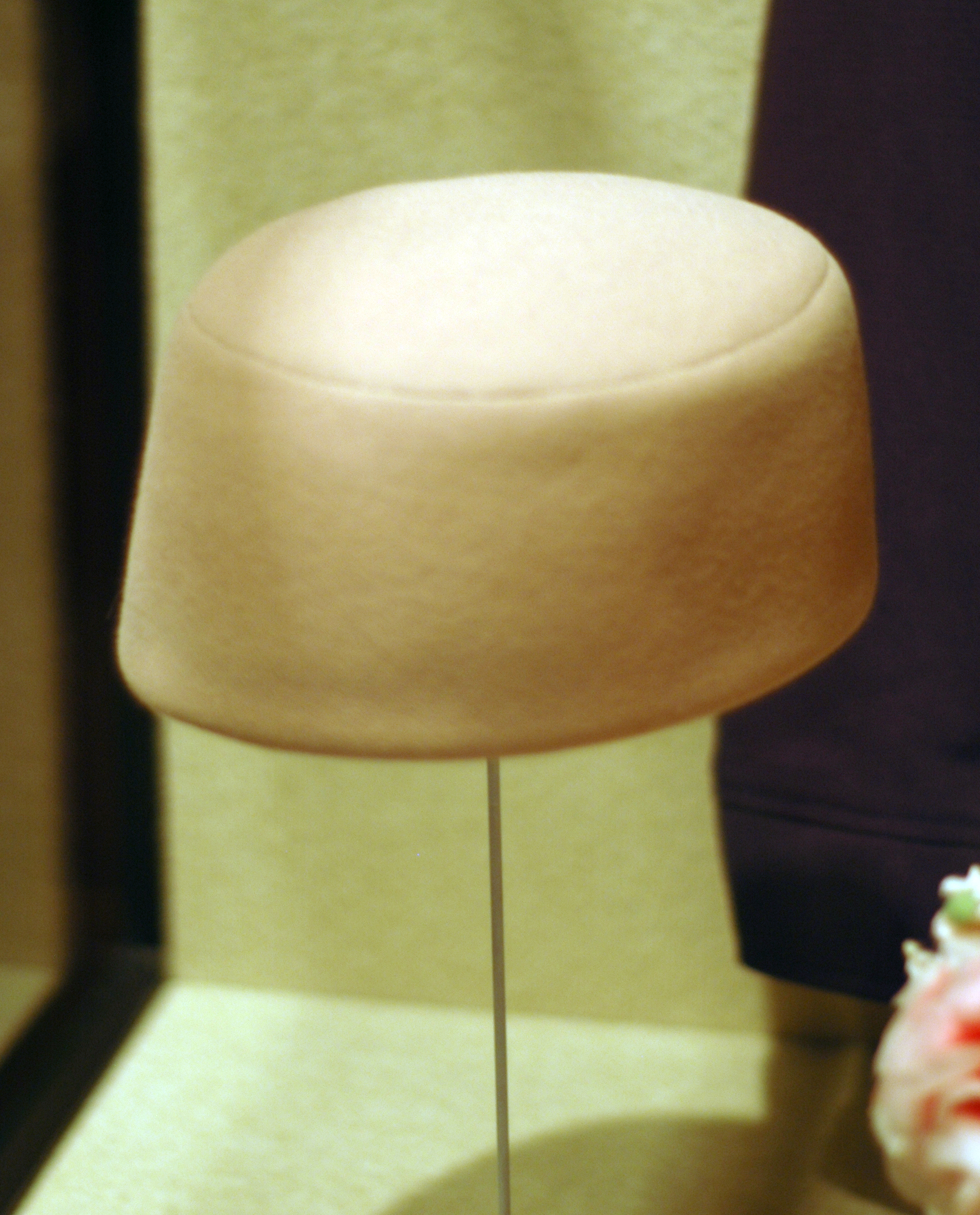
Einer der Pillbox-Hüte von Jacqueline Kennedy

- Bob Dylan kommentiert in dem Song Leopard-Skin Pill-Box Hat die Trägerin eines solchen Hutes, die den eigentlich mit schlichter Eleganz assoziierten Hut trägt, der aber aus einem Material mit auffallendem Leoparden-Muster gefertigt ist.
- Die Kleiderkammer der Deutschen Lufthansa trägt die Bezeichnung Pillbox, da der Hut seit 2005 wieder Bestandteil der Dienstbekleidung der von diesem Unternehmen beschäftigten Flugbegleiterinnen ist.[5]

## Einzelbelege
1. 1 2 3  Chico, Beverly: Hats and Headwear around the World: A Cultural Encyclopedia. ABC-CLIO, 2013, ISBN 978-1-61069-063-8, S. 378–79 (google.com).
2. ↑  Christine Waidenschlager: Fashion Art Works – 1715 to today. Hrsg.: Staatliche Museen zu Berlin  – Kunstgewerbemuseum. Michael Imhof, Petersberg 2014, ISBN 978-3-7319-0165-5, S. 276.
3. ↑   Prominente Accessoires: Jackie Kennedys Pillbox-Hut, sueddeutsche.de, abgerufen am 14. September 2016
4. ↑  Jacqueline Kennedy: Ein Hut geht um die Welt, Süddeutsche vom 17. Mai 2010, abgerufen am 14. September 2016
5. ↑  Flugbegleiter-Netzwerk (Memento vom 16. September 2016 im Internet Archive), aufgerufen am 14. September 2016